# Уайт, Алан
Алан Уайт (англ. Alan White; 14 июня 1949, Ферихилл, Дарем — 26 мая 2022, Сиэтл, Вашингтон) — английский барабанщик, наиболее известный по почти 50-летнему пребыванию в прогрессивной рок-группе Yes. Он присоединился к Yes в конце июля 1972 года в качестве замены оригинального барабанщика Билла Бруфорда. Он был самым долгоиграющим участником группы и, наряду с басистом Крисом Сквайром, единственным участником, который не покидал группу до своей смерти.
В 1969 году Уайт присоединился к Plastic Ono Band Джона Леннона и Йоко Оно, после того как Леннон пригласил его выступить на фестивале Toronto Rock and Roll Revival, за которым последовало шоу в Lyceum Ballroom. Он играл на барабанах в синглах «Instant Karma!» и «Imagine», а также в большинстве песен альбома Леннона 1971 года Imagine.
Помимо работы с Yes и Джоном Ленноном, Уайт принял участие в записи более 50 альбомов других музыкантов, включая Джорджа Харрисона, Ginger Baker’s Air Force, Терри Рида, Джо Кокера и The Ventures.
По результатам опроса, проведённого российским изданием журнала Classic Rock среди читателей, Уайт занял 8-е место среди 50 величайших барабанщиков рока.
В 2017 году Уайт Алан стал членом Зала славы рок-н-ролла как участник группы Yes.

## Биография

### Ранний период жизни
Уайт родился в деревне Пелтон, Дарем, Англия 14 июня 1949 года в достаточно музыкальной семье, где все мужчины хорошо владели музыкальными инструментами, в частности игрой на пианино и барабанах. В возрасте шести лет Уайт начал брать уроки игры на фортепиано, играя на этом инструменте «очень ударно». Благодаря влиянию дяди у него в возрасте двенадцати лет появилась ударная установка Ajax, а позже металлическая серебристая ударная установка «Ludwig».

### Yes
Уайт играл на ударных и перкуссии на более чем 40 студийных и концертных альбомах Yes, дополнительно добавляя партии фортепиано и участвуя в написании песен, в частности, «The Remembering (High the Memory)» и «Ritual (Nous Sommes du Soleil)» из Tales from Topographic Oceans; все песни из альбома Relayer; «Turn of the Century» из Going for the One; «Future Times» и «Release, Release» из Tormato; все песни из альбома Drama; «Changes», «Our Song» и «Hearts» из 90125; «Big Generator» и «I’m Running» из Big Generator; все песни из Open Your Eyes; все песни из альбома The Ladder; все песни из альбома Magnification; «The Gift of Love» из From a Page; и «To Ascend» из Heaven & Earth.

## Личная жизнь и смерть
Уайт был женат на своей жене Джиджи более 40 лет; они жили в Ньюкасле, штат Вашингтон. У них было двое детей, Джесси (тоже музыкант) и Кэсси. В 1997 году он был шафером на свадьбе Джона Андерсона.
Уайт умер у себя дома в Ньюкасле, штат Вашингтон, 26 мая 2022 года в возрасте 72 лет после непродолжительной болезни. За четыре дня до этого было объявлено, что он не будет участвовать в туре Close to the Edge, посвящённом 50-летию одноимённого альбома, из-за проблем со здоровьем.
За два месяца до его смерти из дома Уайта и из близлежащего хранилища были украдены многие личные вещи и ценные музыкальные инструменты. Среди украденных или поврежденных вещей были платиновые награды за пластинки и ударная установка, которую Уайт использовал на сессиях Plastic Ono Band.

## Ударная установка Алана Уайта
- Бас-барабан: 22"
- Малый барабан: 14" brass
- Том-томы: 8", 10", 12", 13", 14", 16"
- Тарелки Zildjian:

 — 15" crash, 2 шт.
 — 16" crash
 — 17" crash
 — 20" ride,
 — 13" Quick beats hi-hat
 — 17" Oriental trash
- Пластики: Remo Clear Emperor
- Пластик на малом барабане: REMO coated CS (control sound)
- Палочки: Alan White signature sticks (Zildjian model Z4A)
- Двойная педаль (кардан): Axis double pedal